# Fimbristylis hookeriana
Fimbristylis hookeriana är en halvgräsart som beskrevs av Johann Otto Boeckeler. Fimbristylis hookeriana ingår i släktet Fimbristylis och familjen halvgräs. Inga underarter finns listade i Catalogue of Life.